# Friederike Prodinger
Friederike Prodinger (geb. Pühringer; * 30. Mai 1913 in Salzburg; † 31. Juli 2008 ebenda) war eine österreichische Volkskundlerin und Direktorin des Salzburg Museums.

## Kindheit und Jugend
Friederike Gabriela Prodinger wurde als dritte Tochter des Huthändlers Josef Pühringer und seiner Frau Franziska in Salzburg geboren. Im Schuljahr 1924/25 begann sie ihre Gymnasialausbildung bei den Ursulinen, wechselte aber 1928/29 als erstes Mädchen auf das Bundesrealgymnasium und konnte so die volle Studienberechtigung erwerben. Nach der Matura studierte sie ein Semester Kunstgeschichte, Philosophie und Geografie an der Universität Wien, wechselte dann an die Universität Graz, wo sie Volkskunde und Geschichte studierte. Hier orientierte sie sich an Otto Maull, der eine ethnozentrische Geopolitik vertrat; sie schloss bei ihm am 3. März 1939 ihr Studium mit einer Dissertation mit dem Thema „Kulturgeographisches Profil durch Salzburg“ ab.

## Berufliche Tätigkeit in der NS-Zeit
Österreich war bereits seit dem Anschluss von 1938 unter nationalsozialistischer Herrschaft. Prodinger trat zum 1. Mai 1938 der NSDAP bei (Mitgliedsnummer 6.285.295). Sie bekam nach ihrem Studienende eine Stelle bei der „Lehr- und Forschungsstätte für germanisch-deutsche Volkskunde“, die der Forschungsgemeinschaft Deutsches Ahnenerbe unter Leitung des Reichsführers SS Heinrich Himmler zugeordnet war. Hier wurde sie Assistentin von Richard Wolfram; sie beschäftigte sich mit Erhebungen zu Jahreslaufbräuchen und mit Haus- und Flurforschung, u. a. bei den umgesiedelten Südtirolern und den Buchenwalddeutschen in Rumänien. 1939 wurde sie Geschäftsführerin des „Ahnenerbe-Instituts“ in Salzburg. Ab 1940 war sie ehrenamtlich auch für das SMCA (Salzburger Museum Carolino Augusteum) tätig. Hier setzte sie das Werk von Karl Adrian fort, der sich mit Salzburger Eigenheiten in Tracht, Sitten und Gebräuchen und dem „Altsalzburger Bauernmuseum“ (heute das Volkskundemuseum Salzburg im sog. Monatsschlössl) beschäftigt hatte. Ab 15. Oktober 1943 wurde sie als Aushilfskraft im SCAM abgestellt, nahm aber weiterhin ihre leitende Tätigkeit beim „Ahnenerbe“ wahr. Im Herbst 1943 wurde sie Schriftführerin des Salzburger Museumsvereins. Aus dieser Zeit resultieren Kontakte, die auch 1945 weiterbestanden, so zu Tobi Reiser, dem Gauverwaltungsrat und späteren Leiter der Salzburger Heimatpflege Kuno Brandauer oder dem ehrenamtlichen Helfer und Prähistoriker Martin Hell. Im Land hielt sie zahlreiche Vorträge vor der NS-Frauenschaft oder der HJ zu Volkstum und Brauchtum. 1942 begann sie ihre Arbeit an einem „Gauatlas“, der von Egon Lendl 1955 als „Salzburg Atlas“ veröffentlicht wurde.
Gegen Kriegsende leitete sie angesichts drohender Luftangriffe auf Salzburg die Verlagerung von Museumsgut zu diversen Bergungsorten (u. a. Schloss Lichtenberg bei Saalfelden, Schloss Blühnbach). Die Räumung gelang aber nicht vollständig, sodass nach der Bombardierung vom 16. Oktober 1944 etwa ein Drittel der Museumsbestände verloren gingen.

## Weiteres Leben
Am 29. Juni 1945 musste sie wegen ihrer Tätigkeit während des NS aus dem Museumsdienst ausscheiden. Angeblich wurde sie zwangsweise zu Aufräumarbeiten eingesetzt. 1947 wurde sie wieder in ein Dienstverhältnis mit der Stadt Salzburg aufgenommen, wobei ihre Verdienste um die Rettung von Museumsbeständen eine Rolle spielte.
Am 23. Juli 1952 konnte Prodinger im Monatsschlössel die neue Volkskundeschau eröffnen, 1954 wurde sie zur Korrespondentin des Bundesdenkmalamtes für volkskundliche Agenden ernannt. Von 1953 bis 1990 war sie wissenschaftliche Leiterin des Arbeitskreises für Heimatsammlungen. In der Folge gestaltete sie eine Vielzahl an museumseigenen und museumsfremden Ausstellungen, erarbeitete Ausstellungskataloge, schrieb Rezensionen und an die 300 kleinere Veröffentlichungen.
Am 29. September 1969 wurde sie zur Direktorin des SMCA ernannt und blieb in dieser Stellung bis zum 31. Dezember 1978.
Wesentliche Leistungen unter ihrer Ägide war 1972 der Erwerb der Spielzeugsammlung Folk und die Eröffnung des Spielzeugmuseums 1978, dann der Abschluss des Pachtvertrages auf dem Gelände, auf dem am 21. Dezember 1978 das Salzburger Freilichtmuseum gegründet wurde. 1974 wurde das Domgrabungsmuseum Salzburg unter dem Domplatz errichtet.

## Privatleben
Am 26. Oktober 1939 heiratete sie ihren Jugendfreund, den Juristen Eberhard Otto Prodinger (* 1910). Dieser wurde 1940 eingezogen und galt ab 1942 als in Russland vermisst. Aus der Ehe ging als einziges Kind die Tochter Irmtraud hervor (* 1940).

## Ehrungen
- Michael-Haberlandt-Medaille am 3. Juni 1977 durch den Verein für Volkskunde in Wien
- Festschrift zu ihrem 75. Geburtstag durch das Salzburger Landesinstitut für Volkskunde
- Goldenes Verdienstzeichen des Landes Salzburg, 1973
- Goldenes Ehrenzeichen des Landes Salzburg, 1989
- Wolf-Dietrich-Medaille für 50 Jahre ehrenamtliche Tätigkeit für die Heimatmuseen im Lande Salzburg, 2003

## Werke
- Kurt Conrad, Josef Friedl, Ernestine Hutter, Friederike Prodinger, Friederike Zaisberger, Helmut Adler, Horst Kirchtag: Kniepaß-Schriften. Alte Bauernhöfe im unteren Saalachtal. Heimatkundliche Zeitschrift des Museumsvereins, 1994.
- Friederike Prodinger, Reinhard Heinisch: Gewand und Stand. Kostüm- und Trachtenbilder der Kuenburg-Sammlung. Residenz Verlag, Salzburg 1992, ISBN 978-3701703388.
- Friederike Prodinger (Hrsg.) und Kurt Conrad (Mitarbeiter): Burgen in Salzburg, anlässlich des 900-Jahr-Jubiläums der Festung Hohensalzburg, 4. Juni – 30. Oktober 1977. Verlag Salzburger Museum Carolino Augusteum, Salzburg 1977.
- Friederike Prodinger: Gotische Möbel aus Salzburg. Spätgotik in Salzburg. Skulptur und Kunstgewerbe. 1400–1530. In: Jahresschriften des SMCA, 1976, S. 174–175.
- Udo Dammert, Armin Schroll, Friederike Prodinger: Malerei hinter Glas. Katalog. Salzburger Museum Carolino Augusteum, Salzburg 1971.
- Friederike Prodinger: Salzburger Volkskultur. Schriftenreihe des SCMA, Band 4, Salzburg 1963.
- Friederike Prodinger: Beiträge zur Perchtenforschung. In: Mitteilungen der Gesellschaft für Salzburger Landeskunde. Band 100, 1960, S. 545–563 (zobodat.at [PDF]).
- Friederike Prodinger: Karl Adrian †. In: Mitteilungen der Gesellschaft für Salzburger Landeskunde. Band 90, 1950, S. 174–182 (zobodat.at [PDF]).
- Otto Swoboda: Lebendiges Brauchtum. Mit einer Einführung von Friederike Prodinger. Residenz-Verlag, Salzburg 1970.